# Villa Biancani Greppi
La Villa Biancani Greppi (conosciuta soprattutto come Villa Greppi) è un edificio di Cernusco sul Naviglio, edificato nel XVII secolo in stile neoclassico. Dal 1978 è sede dell'Amministrazione Comunale.

## Storia
Edificata nel XVII secolo, diventa di proprietà del banchiere e manifatturiere tessile bergamasco Antonio Greppi (1722-1799) che nella seconda metà del 1700 la rinnova in stile neoclassico (molto in voga a Milano in quegli anni). Passata di mano più volte nel XIX secolo, viene ceduta all'Ospedale Maggiore di Milano alla fine dell'Ottocento. Ritorna di proprietà del comune nella seconda metà del XX secolo e viene ristrutturata negli anni settanta. Da quel momento è la sede del comune di Cernusco sul Naviglio. Nel parco, ad uso pubblico, sono presenti un edificio scolastico e una biblioteca.

## Descrizione
La villa è a pianta ad «H» su due piani, con portico e attico. È circondata da un ampio parco e frontalmente, sull'ingresso principale, da un giardino. Una della principali caratteristiche della struttura sono gli ampi spazi all'interno. Gli affreschi sono andati quasi tutti perduti.